# Delphinium palasianum
Delphinium palasianum là một loài thực vật có hoa trong họ Mao lương. Loài này được Rafiq mô tả khoa học đầu tiên năm 1996.